# Liste der Baudenkmale in Vastorf
In der Liste der Baudenkmale in Vastorf sind die Baudenkmale der niedersächsischen Gemeinde Vastorf und ihrer Ortsteile aufgelistet. Die Quelle der  Baudenkmale und der Beschreibung ist der Denkmalatlas Niedersachsen. Der Stand der Liste ist der 29. Januar 2023.

## Allgemein
In den Spalten befinden sich folgende Informationen:
- Lage: die Adresse des Baudenkmales und die geographischen Koordinaten. Kartenansicht, um Koordinaten zu setzen. In der Kartenansicht sind Baudenkmale ohne Koordinaten mit einem roten Marker dargestellt und können in der Karte gesetzt werden. Baudenkmale ohne Bild sind mit einem blauen Marker gekennzeichnet, Baudenkmale mit Bild mit einem grünen Marker.
- Bezeichnung: Bezeichnung des Baudenkmales
- Beschreibung: die Beschreibung des Baudenkmales. Unter § 3 Abs. 2 NDSchG werden Einzeldenkmale und unter § 3 Abs. 3 NDSchG Gruppen baulicher Anlagen und deren Bestandteile ausgewiesen.
- ID: die Objekt-ID des Baudenkmales
- Bild: ein Bild des Baudenkmales, ggf. zusätzlich mit einem Link zu weiteren Fotos des Baudenkmals im Medienarchiv Wikimedia Commons. Wenn man auf das Kamerasymbol klickt, können Fotos zu Baudenkmalen aus dieser Liste hochgeladen werden:

## Vastorf

### Einzelbaudenkmale
| Lage                                          | Bezeichnung          | Beschreibung | ID       | Bild           |
| --------------------------------------------- | -------------------- | --- | -------- | -------------- |
| 53° 11′ 54″ N, 10° 32′ 52″ O                  | St.-Nikolaus-Kapelle | Neogotische Backsteinkirche wohl noch mit spätmittelalterlichen Kern, möglicherweise das Granitmauerwerk im westlichen Teil der Kirche. Saalbau mit eingezogenem rechteckigem Chor. Turm aus leicht nach Westen vorspringender Backsteinwand mit spitzbogigem Eingangsportal und quadratischen Turmaufsatz aus Fachwerk unter Zeltdach in Schifferdeckung und Kreuz mit Wetterhahn. Langhaus und Chor mit Spitzbogenfenstern und Strebepfeiler unter Dächern in Pfannendeckung. Chorwand mit drei Lanzettfenstern und Ziegeldekor. Sakristei im Norden an Chor angeschlossen. Im Inneren Raumschabschluss mit horizontaler Holzdecke, Wände verputzt, Fenster und Türen durch rote Backsteinrahmung abgesetzt. Erbaut nach 1895. Spätmittelalterlicher Altar, erstellt von einem Lüneburger Meister um 1430 und Figur aus Holz, die den Hl. Nikolaus darstellt; Ende 15. Jh. Figurengruppe der Anna selbdritt ist beschädigt(Anfang 16. Jh.). | 28836034 | Weitere Bilder |
| Bahnhofstraße 33 53° 11′ 56″ N, 10° 33′ 20″ O | Bahnhof Vastorf      | An der Bahnstrecke Wittenberge–Buchholz. Traufständiger, zweigeschossiger fünfachsiger Backsteinbau unter flachgeneigtem Walmdach, mit rundbogige Fenster. Vor Eingang ein Vorbau. Seitlich angebauter Güterschuppen in Backstein unter flach geneigtem, weit auskragendem Satteldach (heute verbrettert). Errichtet Ende 19. Jh. | 28836003 | BW             |

## Gifkendorf

### Einzelbaudenkmale
| Lage                                       | Bezeichnung               | Beschreibung | ID       | Bild |
| ------------------------------------------ | ------------------------- | --- | -------- | ---- |
| Gifkendorf 24 53° 11′ 19″ N, 10° 32′ 55″ O | Wohn-/ Wirtschaftsgebäude | Zweiständerkonstruktion aus Fachwerk mit Ziegelausfachung und auf hohem Feldsteinsockel unter Halmwalmdach in Ziegelpfannendeckung. Erbaut 1860(i). | 28835984 | BW   |

## Rohstorf

### Einzelbaudenkmale
| Lage                                     | Bezeichnung              | Beschreibung | ID       | Bild |
| ---------------------------------------- | ------------------------ | --- | -------- | ---- |
| 53° 12′ 9″ N, 10° 34′ 47″ O              | Kriegerdenkmal           | | 28835968 | BW   |
| Rohstorf 1 53° 12′ 5″ N, 10° 34′ 56″ O   | Stall                    | Traufständiger, eingeschossiger langgestreckter Backsteinbau mit Futterküche. Halbwalmdach mit Ziegeldeckung. Erbaut 1905(i). | 35098244 | BW   |
| Rohstorf 7 53° 12′ 10″ N, 10° 34′ 52″ O  | Wohn-/Wirtschaftsgebäude | Giebelständiger, eingeschossiger Zweiständerbau auf Feldsteinsockel aus Fachwerk mit Backsteinausfachung unter Halbwalmdach in Ziegeldeckung. Bauinschrift am Wirtschaftsgiebel. Erbaut 1863(i).                                                                              | 28835930 | BW   |
| Rohstorf 10 53° 11′ 43″ N, 10° 34′ 45″ O | Försterei (Priorsgehege) | Traufständiger, eingeschossiger Vierständerbau aus Fachwerk mit Backsteinausfachung und unter Halbwalmdach in Hohlpfannendeckung. Wirtschaftsteil mit Vorschauer. Giebel des Wohnteils mit Holzverschalung, straßenseitig kleiner Windfangvorbau. Erbaut erste Hälfte 19. Jh. | 28835911 | BW   |

## Ehemalige Baudenkmale
| Lage                                      | Bezeichnung      | Beschreibung                                             | ID | Bild |
| ----------------------------------------- | ---------------- | -------------------------------------------------------- | -- | ---- |
| Gifkendorf 2 53° 11′ 23″ N, 10° 32′ 59″ O | Wohnhaus         |                                                          |    | BW   |
| Rohrstorf 5 53° 11′ 59″ N, 10° 34′ 52″ O  |                  |                                                          |    | BW   |
| Vastorf 53° 11′ 52″ N, 10° 32′ 46″ O      | Kriegerdenkmal   | Das Kriegerdenkmal befindet sich südwestlich der Kirche. |    | BW   |
| Vastorf 53° 11′ 42″ N, 10° 32′ 44″ O      | Friedhofskapelle |                                                          |    | BW   |